# Triposporium elegans
Triposporium elegans är en svampart som beskrevs av Corda 1837. Triposporium elegans ingår i släktet Triposporium och familjen Asterinaceae.   Inga underarter finns listade i Catalogue of Life.